# Ugratara Janagal
Ugratara Janagal (nep. उग्रतारा जनागाल) – gaun wikas samiti w środkowej części Nepalu w strefie Bagmati w dystrykcie Kavrepalanchok. Według nepalskiego spisu powszechnego z 2001 roku liczył on 978 gospodarstw domowych i 5197 mieszkańców (2608 kobiet i 2589 mężczyzn).